# 1977 în informatică
- 1976 în informatică — 1977 în informatică — 1978 în informatică

1977 în informatică a însemnat o serie de evenimente noi notabile:

## Evenimente

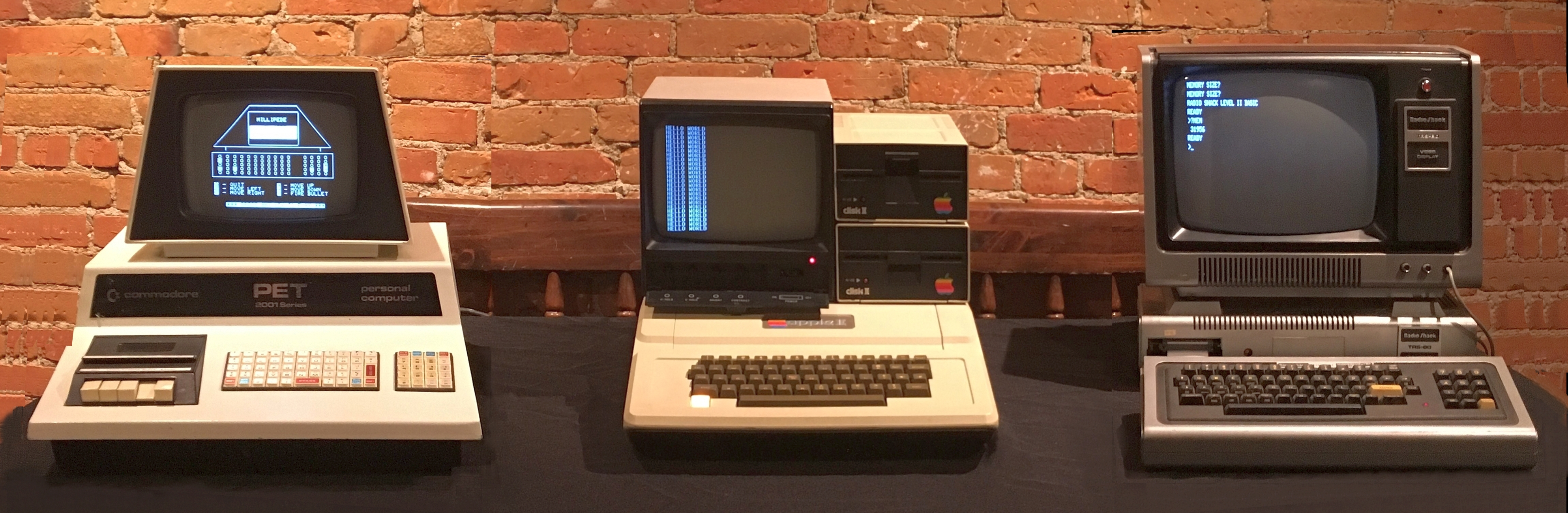
„Trinitatea din 1977” a lui Byte: Commodore PET, Apple II și TRS-80 Model I

## Premiul Turing
- John Backus